# After 2
After 2 (After We Collided) è un film del 2020 diretto da Roger Kumble.
Sequel del film After (2019), la pellicola è l'adattamento cinematografico del romanzo del 2013 After - Un cuore in mille pezzi scritto da Anna Todd, anche sceneggiatrice e produttrice della pellicola.

## Trama
Un mese dopo le vicende narrate, Hardin è disperato e cerca in tutti i modi possibili di ricontattare Tessa, che intanto ha cominciato a lavorare come stagista nella prestigiosa casa editrice Vance, dove incontra uno dei suoi colleghi, Trevor, col quale instaura subito confidenza e in seguito, fa anche amicizia con Kimberly, compagna di Christian Vance. Quella sera, Tessa partecipa ad una festa in discoteca dell'azienda Vance con Trevor, Kimberly e Christian e durante i festeggiamenti, finisce per ubriacarsi e telefona a Hardin, che si allarma, correndo a cercarla. Trevor aiuta Tessa e i due finiscono in una camera dell'albergo e la ragazza accidentalmente macchia di vino la camicia di Trevor, costretto a cambiarsi in bagno dove viene proprio sorpreso da Hardin, che cade in preda alla gelosia credendo che tra i due ci sia qualcosa. Tessa riesce a calmarlo e i due finiscono per passare la notte insieme.
Al suo risveglio, Tessa è pentita del suo gesto e si infuria con Hardin per ciò che le ha fatto in passato perché non riesce a perdonarlo cacciandolo in malo modo e il ragazzo, per ripicca, le confessa di essere andato a letto con Molly, mentendole. Tessa è decisa a non volerne sapere più nulla di Hardin ma allo stesso tempo non riesce a dimenticarlo, soffrendo ancora per la fine della loro relazione. Torna nel vecchio appartamento in cui vivevano e trova il regalo che Hardin le aveva preso per il compleanno: un Kindle per leggere i suoi libri. Mentre Tessa si commuove pensando ai ricordi vissuti col ragazzo, quest'ultimo entra in casa accompagnato da una donna che si rivelerà essere la madre di Hardin, Trish, venuta da Londra per le vacanze natalizie. Hardin chiede a Tessa di fingere di essere la sua ragazza per evitare di arrecare un dispiacere a sua madre e Tessa, seppur scettica, accetta e i tre passano la serata insieme.
Durante la notte, Tessa e Hardin tentano di riconciliarsi e alla fine passano la notte insieme, tornando ad essere una vera coppia. La mattina successiva, Tessa parte per tornare da sua madre per Natale ma, tramite l'ex fidanzato Noah, scopre che suo padre è tornato in città; lui avrebbe voluto rivederla, ma la madre glielo ha impedito. Tessa, furiosa con sua madre, torna da Hardin decidendo di rimanere definitivamente con lui. Tessa, Hardin e Trish vengono invitati al pranzo di Natale a casa di Ken, il padre di Hardin, ed è proprio durante il ricevimento che divampa un litigio molto forte tra padre e figlio, dove Hardin aggredisce suo padre per non essere considerato un membro della famiglia, come Landon (suo fratellastro) e la nuova moglie di Ken. Trish, delusa dal comportamento del figlio, torna a Londra rimproverando il figlio per il suo carattere, rischiando di perdere Tessa per sempre. I due giovani proseguono la loro relazione dove Hardin vuole dimostrare a Tessa di voler diventare un bravo ragazzo per lei: pattinano insieme, fanno yoga e riprovano a ricostruire un rapporto sano e più forte.
La situazione si complica ulteriormente quando Tessa riceve un'importante offerta di lavoro a Seattle con Trevor ed è molto indecisa sulla scelta da prendere; intanto, la ragazza va con Hardin alla festa di Capodanno alla confraternita, ritrovando i loro vecchi amici, dove Tessa ritrova Molly. Tra le ragazze scoppia una violenta rissa, dove Tessa ha la meglio. Successivamente i due ragazzi fanno nuovamente l'amore in una stanza, ma dopo la mezzanotte Tessa vede Hardin parlare con una ragazza e travisa le loro parole: convinta che Hardin l'abbia tradita, Tessa bacia un altro ragazzo e i due, dopo una discussione violenta si lasciano per la seconda volta. Tessa, delusa ma comunque pentita della sua reazione, cerca Hardin in tutti i modi; quando lui la richiama, lei nel tentativo di prendere il telefono, rimane vittima di un incidente stradale. Fortunatamente ne rimane illesa, ma durante il ricovero, Trevor parla con Hardin e lo invita a non farsi mai più sentire, facendogli intuire di essere innamorato di Tessa.
Hardin, così, lascia una lettera d'addio a Tessa e parte per Londra da sua madre. Tessa soffre la mancanza di Hardin e anche quest'ultimo. Trish incoraggia suo figlio a lottare per ciò che ama, incitandolo a tornare in America per riconquistare Tessa. Durante un ricevimento a casa Vance, Christian chiede a Kimberly di sposarlo e Trevor rivela a Tessa di aver spinto Hardin ad andarsene. Proprio in quel momento, Tessa vede un Hardin provato sulla balconata; dopo un primo momento di confusione, i due si chiariscono e tornano insieme. Tessa e Hardin decidono di saldare il loro rapporto e la ragazza lo accompagna a fare un tatuaggio sulla schiena in segno del loro amore. Subito dopo, uscendo dal negozio, un senzatetto si avvicina a Tessa e Hardin per paura che possa aggredirla, lo scaraventa al muro. Tessa però cambia espressione non appena riconosce l’uomo che si rivelerà essere suo padre.

## Produzione
Nel maggio 2019 viene annunciato il sequel, con Langford e Fiennes-Tiffin confermati nei loro ruoli.
Le riprese del film sono iniziate nell'agosto 2019 ad Atlanta e sono terminate il 16 settembre dello stesso anno.

## Promozione
Il primo teaser trailer del film viene diffuso il 14 febbraio 2020.

## Distribuzione
Le pellicola, programmata inizialmente nelle sale cinematografiche italiane a partire dal 9 aprile 2020, è stata rinviata a causa della pandemia di COVID-19 e distribuita dal 2 settembre dello stesso anno.

## Accoglienza

### Incassi
In Italia il film ha incassato 4,1 milioni di euro, diventando il decimo miglior incasso del 2020.

### Critica
Sull'aggregatore Rotten Tomatoes il film riceve il 17% delle recensioni professionali positive con un voto medio di 3,5 su 10, mentre su Metacritic ottiene un punteggio di 14 su 100.
Jessica Kiang, critica di Variety, ha dato al film la peggior valutazione possibile, 0 su 100, definendolo "atroce"; Peter Sobczynski di RogerEbert.com lo ha definito un film "pigro e insensato, troppo stupido per lavorare come un dramma romantico serio e troppo noioso per lavorare come un vero e proprio squallore".

## Sequel
Il 4 settembre 2020, subito dopo la distribuzione del secondo capitolo, gli attori Josephine Langford ed Hero Fiennes Tiffin hanno annunciato via social l'avvio della produzione del terzo e quarto capitolo della serie, mentre la scrittrice Anna Todd ha dichiarato che la serie proseguirà se il pubblico supporterà i film.
Nell'ottobre 2020 le riprese consequenziali del terzo e quarto capitolo sono iniziate in Bulgaria.